# DVB
Chuẩn truyền dẫn phát sóng Video kỹ thuật số (tiếng Anh: Digital Video Broadcasting, viết tắt: DVB) là một tập hợp các tiêu chuẩn để xác định kỹ thuật số phát sóng bằng cách sử dụng vệ tinh hiện có, cáp, và cơ sở hạ tầng trên mặt đất. Trong đầu những năm 1990, đài truyền hình châu Âu, các nhà sản xuất thiết bị tiêu dùng, và các cơ quan quản lý đã thành lập Tập đoàn Phát động châu Âu (ELG) để thảo luận về giới thiệu truyền hình kỹ thuật số (DTV) trên toàn châu Âu. ELG nhận ra rằng tôn trọng lẫn nhau và niềm tin đã được thiết lập giữa các thành viên sau này trở thành dự án DVB. Ngày nay, Dự án DVB bao gồm hơn 220 tổ chức tại hơn 29 quốc gia trên toàn thế giới. DVB-tuân thủ kỹ thuật số phát sóng và các thiết bị phổ biến rộng rãi và được phân biệt bởi logo DVB. Nhiều dịch vụ phát sóng DVB có sẵn trong châu Âu, Bắc và Nam Mỹ, châu Phi, châu Á, và Úc. Các truyền hình kỹ thuật số hạn đôi khi được dùng như một từ đồng nghĩa với DVB. Tuy nhiên, Hệ thống Truyền hình Ủy ban tiêu chuẩn (ATSC) là tiêu chuẩn phát sóng kỹ thuật số được sử dụng ở Mỹ
Quyết định cơ bản của Dự án DVB là lựa chọn MPEG-2, một trong một loạt các tiêu chuẩn nén MPEG cho các tín hiệu âm thanh và video. MPEG-2 làm giảm một tín hiệu duy nhất từ 166 Mbits đến 5 Mbits cho phép các đài truyền hình để truyền tín hiệu kỹ thuật số bằng cách sử dụng cáp hiện có, vệ tinh, và các hệ thống trên mặt đất. MPEG-2 sử dụng phương pháp nén mất dữ liệu, có nghĩa là các tín hiệu kỹ thuật số truyền hình được nén và một số dữ liệu bị mất. Dữ liệu bị mất này không ảnh hưởng đến mắt người cảm nhận được hình ảnh. Hai định dạng truyền hình kỹ thuật số sử dụng nén MPEG-2 là truyền hình độ nét tiêu chuẩn (SDTV) và truyền hình độ nét cao (HDTV). SDTV của hình ảnh và chất lượng âm thanh tương tự như đĩa kỹ thuật số đa năng (DVD). Chương trình HDTV trình bày năm lần thông tin càng nhiều mắt hơn so với SDTV, trong rạp chiếu phim chất lượng lập trình.